# Terence O'Brien
Major-général Sir John Terence Nicholls O'Brien, né le 23 avril 1830 et mort le 28 février 1903, est un officier britannique qui fut gouverneur intérimaire du Ceylan britannique dans l'actuel Sri Lanka, gouverneur d'Heligoland en Allemagne, et gouverneur colonial de Terre-Neuve au Canada.

## Biographie
O'Brien a étudié à Elizabeth College à Guernesey, puis au Collège royal militaire à Sandhurst.

### Carrière militaire
En tant qu'officier, il reçut la Medal of Honor pour la répression de la révolte des cipayes.
En 1881, il est nommé gouverneur d'Heligoland, fait chevalier en 1888.

### Gouverneur de Terre-Neuve
Il devient gouverneur colonial de Terre-Neuve en 1889.
Il contribua à précipiter le krach de 1894 par ses nombreuses dépêches à Londres, soulignant que les politiciens de Terre-Neuve sous le gouvernement libéral du premier ministre William Whiteway étaient particulièrement corrompus et incompétents. Il a démissionné de ses fonctions en 1895 et est retourné à Londres.

## Distinctions
Ordre de Saint-Michel et Saint-Georges Compagnon

## Héritage
- Terrenceville au Canada est nommé en son honneur.